# Офіційний перелік регіонально рідкісних тварин Львівської області
Офіційний перелік регіонально рідкісних тварин Львівської області — список, що містить перелік видів тварин, які не занесені до Червоної книги України, але є рідкісними або такими, що перебувають під загрозою зникнення на території Львівської області.

## Статистика
Перелік містить 130 видів тварин, з них:
- Павукоподібних — 2 види;
- Комах — 58 видів;
- Молюсків — 6 видів;
- Риб — 5 видів;
- Земноводних — 3 види;
- Плазунів — 1 вид;
- Птахів — 41 вид;
- Ссавців — 14 видів.

## Перелік
Список регіонально рідкісних видів тварин, що потребують охорони 
в межах Львівської області:

## ТипЧленистоногі(Arthropoda)

### КласПавукоподібні(Arachnida)
| № п/п | Українська назва виду         | Біноміальна назва виду | Автор                      | Родина      | Ряд             | Зображення |
| ----- | ----------------------------- | ---------------------- | -------------------------- | ----------- | --------------- | ---------- |
| 1     | Мисливець-доломедес рослинний | Dolomedes plantarius   | (Clerck, 1758)             | Pisauridae  | Павуки (Aranei) |            |
| 2     | Сальока Кульчинського         | Saloca kulczynskii     | Miller et Kratochvil, 1939 | Linyphiidae | Павуки (Aranei) |            |

### КласКомахи(Insecta)
| № п/п | Українська назва виду          | Біноміальна назва виду  | Автор                            | Родина                          | Ряд                      | Зображення |
| ----- | ------------------------------ | ----------------------- | -------------------------------- | ------------------------------- | ------------------------ | ---------- |
| 3     | Коромисло зелене               | Aeschna viridis         | Eversmann, 1836                  | Коромисла (Aeschnidae)          | Бабки (Odonata)          |            |
| 4     | Левкоринія білолоба            | Leucorrhinia albifrons  | (Burmeister, 1832)               | Libellulidae                    | Бабки (Odonata)          |            |
| 5     | Левкоринія хвостата            | Leucorrhinia caudalis   | (Charpentier, 1840)              | Libellulidae                    | Бабки (Odonata)          |            |
| 6     | Левкоринія лісова              | Leucorrhinia pectoralis | Charpentier, 1825                | Libellulidae                    | Бабки (Odonata)          |            |
| 7     | Офіогомфус Цецилія             | Ophiogomphus cecilia    | (Fourcroy, 1785)                 | Gomphidae                       | Бабки (Odonata)          |            |
| 8     | Дідок жовтоногий               | Gomphus flavipes        | (Charpentier, 1825)              | Gomphidae                       | Бабки (Odonata)          |            |
| 9     | Лютка Брауера                  | Sympecma braueri        | Bianchi, 1905                    | Лютки (Lestidae)                | Бабки (Odonata)          |            |
| 10    | Турун зморшкуватий             | Carabus intricatus      | Linnaeus, 1761                   | Туруни (Carabidae)              | Твердокрилі (Coleoptera) |            |
| 11    | Турун Менетріє                 | Carabus menetriesi      | Faldermann, 1827                 | Туруни (Carabidae)              | Твердокрилі (Coleoptera) |            |
| 12    | Турун видатний                 | Carabus excellens       | Fabricius, 1798                  | Туруни (Carabidae)              | Твердокрилі (Coleoptera) |            |
| 13    | Турун Ештрайхера               | Carabus estreicheri     | Fischer von Waldheim, 1822       | Туруни (Carabidae)              | Твердокрилі (Coleoptera) |            |
| 14    | Турун клітчастий               | Carabus clatratus       | Linnaeus, 1761                   | Туруни (Carabidae)              | Твердокрилі (Coleoptera) |            |
| 15    | Турун блискучий                | Carabus nitens          | Linnaeus, 1758                   | Туруни (Carabidae)              | Твердокрилі (Coleoptera) |            |
| 16    | Турун нерегулярно-ямковий      | Carabus irregularis     | Fabricius, 1792                  | Туруни (Carabidae)              | Твердокрилі (Coleoptera) |            |
| 17    | Плавунець широкий              | Dytiscus latissimus     | (Linnaeus, 1758)                 | Плавунцеві (Dytiscidae)         | Твердокрилі (Coleoptera) |            |
| 18    | Бронзівка велика               | Cetonischema aeruginosa | (Drury, 1777)                    | Пластинчастовусі (Scarabaeidae) | Твердокрилі (Coleoptera) |            |
| 19    | Бронзівка мармурова            | Protaetia marmorata     | (Herbst, 1796)                   | Пластинчастовусі (Scarabaeidae) | Твердокрилі (Coleoptera) |            |
| 20    | Вусач-тесля                    | Ergates faber           | (Linnaeus, 1767)                 | Вусачі (Cerambycidae)           | Твердокрилі (Coleoptera) |            |
| 21    | Ковалик іржаво-рудий           | Ludius ferrugineus      | (Linnaeus, 1758)                 | Ковалики (Elateridae)           | Твердокрилі (Coleoptera) |            |
| 22    | Евритирея дубова               | Eurythyrea quercus      | (Herbst, 1780)                   | Златки (Buprestidae)            | Твердокрилі (Coleoptera) |            |
| 23    | Евритирея австрійська          | Eurythyrea austriaca    | (Linnaeus, 1767)                 | Златки (Buprestidae)            | Твердокрилі (Coleoptera) |            |
| 24    | Златка восьмиплямиста          | Buprestis octoguttata   | (Linnaeus, 1758)                 | Златки (Buprestidae)            | Твердокрилі (Coleoptera) |            |
| 25    | Овалізія бороздчаста           | Ovalisia rutilans       | (Fabricius, 1777)                | Златки (Buprestidae)            | Твердокрилі (Coleoptera) |            |
| 26    | Плоскотілка червона            | Cucujus cinnabarinus    | (Scopoli, 1763)                  | Плоскотілки (Cucujidae)         | Твердокрилі (Coleoptera) |            |
| 27    | Жовтянка мірмідона             | Colias myrmidone        | (Esper, 1780)                    | Біланові (Pieridae)             | Лускокрилі (Lepidoptera) |            |
| 28    | Білан гірський                 | Pieris bryoniae         | (Huebner, 1791)                  | Біланові (Pieridae)             | Лускокрилі (Lepidoptera) |            |
| 29    | Строкатець сапфо               | Neptis sappho           | (Pallas, 1771)                   | Сонцевики (Nymphalidae)         | Лускокрилі (Lepidoptera) |            |
| 30    | Перламутрівка лаодіка          | Argynnis laodice        | (Pallas, 1771)                   | Сонцевики (Nymphalidae)         | Лускокрилі (Lepidoptera) |            |
| 31    | Перламутрівка болотна          | Boloria aquilonaris     | (Stichel, 1908)                  | Сонцевики (Nymphalidae)         | Лускокрилі (Lepidoptera) |            |
| 32    | Перламутрівка евномія          | Boloria eunomia         | (Esper, 1799)                    | Сонцевики (Nymphalidae)         | Лускокрилі (Lepidoptera) |            |
| 33    | Рябець авринія                 | Euphydryas aurinia      | (Rottemburg, 1775)               | Сонцевики (Nymphalidae)         | Лускокрилі (Lepidoptera) |            |
| 34    | Рябець матурна                 | Euphydryas maturna      | (Linnaeus, 1758)                 | Сонцевики (Nymphalidae)         | Лускокрилі (Lepidoptera) |            |
| 35    | Рябець феба                    | Melitaea phoebe         | (Denis et Schiffermueller, 1775) | Сонцевики (Nymphalidae)         | Лускокрилі (Lepidoptera) |            |
| 36    | Сатир герміона                 | Hipparchia hermione     | (Linnaeus, 1764)                 | Сонцевики (Nymphalidae)         | Лускокрилі (Lepidoptera) |            |
| 37    | Сатир дріада                   | Minois dryas            | (Scopoli, 1763)                  | Сонцевики (Nymphalidae)         | Лускокрилі (Lepidoptera) |            |
| 38    | Сатир ахіна                    | Lopinga achine          | (Scopoli, 1763)                  | Сонцевики (Nymphalidae)         | Лускокрилі (Lepidoptera) |            |
| 39    | Синявець гелла                 | Lycaena helle           | (Denis et Schiffermueller, 1775) | Синявцеві (Lycaenidae)          | Лускокрилі (Lepidoptera) |            |
| 40    | Синявець оріон                 | Scoliantides orion      | (Pallas, 1771)                   | Синявцеві (Lycaenidae)          | Лускокрилі (Lepidoptera) |            |
| 41    | Синявець алексис               | Glaucopsyche alexis     | (Poda, 1761)                     | Синявцеві (Lycaenidae)          | Лускокрилі (Lepidoptera) |            |
| 42    | Синявець аріон                 | Maculinea arion         | (Linnaeus, 1758)                 | Синявцеві (Lycaenidae)          | Лускокрилі (Lepidoptera) |            |
| 43    | Синявець алькон                | Maculinea alcon         | (Denis et Schiffermueller, 1775) | Синявцеві (Lycaenidae)          | Лускокрилі (Lepidoptera) |            |
| 44    | Синявець телеюс                | Maculinea teleius       | (Bergstraesser, 1779)            | Синявцеві (Lycaenidae)          | Лускокрилі (Lepidoptera) |            |
| 45    | Синявець тьм’яний              | Maculinea nausithous    | (Bergstraesser, 1779)            | Синявцеві (Lycaenidae)          | Лускокрилі (Lepidoptera) |            |
| 46    | Синявець торф’яниковий         | Plebejus optilete       | (Knoch, 1782)                    | Синявцеві (Lycaenidae)          | Лускокрилі (Lepidoptera) |            |
| 47    | Синявець дамон                 | Polyommatus damon       | (Denis et Schiffermueller, 1775) | Синявцеві (Lycaenidae)          | Лускокрилі (Lepidoptera) |            |
| 48    | Синявець дорилас               | Polyommatus dorylas     | (Denis et Schiffermueller, 1775) | Синявцеві (Lycaenidae)          | Лускокрилі (Lepidoptera) |            |
| 49    | Джмелевидка жимолостева        | Hemaris fuciformis      | (Linnaeus, 1758)                 | Бражникові (Sphingidae)         | Лускокрилі (Lepidoptera) |            |
| 50    | Павиноочка велика, або грушева | Saturnia pyri           | (Denis et Schiffermueller, 1775) | Сатурнієві (Saturniidae)        | Лускокрилі (Lepidoptera) |            |
| 51    | Шовкопряд салатний             | Lemonia dumi            | (Linnaeus, 1758)                 | Lemoniidae                      | Лускокрилі (Lepidoptera) |            |
| 52    | Коконопряд золотистий          | Eriogaster catax        | (Linnaeus, 1758)                 | Коконопряди (Lasiocampidae)     | Лускокрилі (Lepidoptera) |            |
| 53    | Коконопряд падуболистий        | Phyllodesma ilicifolia  | (Linnaeus, 1758)                 | Коконопряди (Lasiocampidae)     | Лускокрилі (Lepidoptera) |            |
| 54    | Ведмедиця святкова, або геба   | Ammobiota festiva       | (Hufnagel, 1766)                 | Erebidae                        | Лускокрилі (Lepidoptera) |            |
| 55    | Ведмедиця сільська             | Arctia villica          | (Linnaeus, 1758)                 | Erebidae                        | Лускокрилі (Lepidoptera) |            |
| 56    | Ведмедиця дворова              | Hyphoraia aulica        | (Linnaeus, 1758)                 | Erebidae                        | Лускокрилі (Lepidoptera) |            |
| 57    | Стрічкарка мала червона        | Catocala promissa       | (Denis et Schiffermueller, 1775) | Erebidae                        | Лускокрилі (Lepidoptera) |            |
| 58    | Металовидка шавлієва           | Diachrysia chryson      | (Esper, 1789)                    | Совки (Noctuidae)               | Лускокрилі (Lepidoptera) |            |
| 59    | Металовидка родовикова         | Diachrysia zosimi       | (Huebner, 1822)                  | Совки (Noctuidae)               | Лускокрилі (Lepidoptera) |            |
| 60    | Совка велика похмура           | Mormo maura             | (Linnaeus, 1758)                 | Совки (Noctuidae)               | Лускокрилі (Lepidoptera) |            |

## ТипМолюски(Mollusca)

### КласЧеревоногі(Gastropoda)
| № п/п | Українська назва виду   | Біноміальна назва виду | Автор               | Родина                    | Ряд                  | Зображення |
| ----- | ----------------------- | ---------------------- | ------------------- | ------------------------- | -------------------- | ---------- |
| 61    | Ставковик липкий        | Lymnaea glutinosa      | (O.F.Mueller, 1774) | Ставковикові (Lymnaeidae) | Легеневі (Pulmonata) |            |
| 62    | Даудебардія руда        | Daudebardia rufa       | (Draparnuad, 1805)  | Oxychilidae               | Легеневі (Pulmonata) |            |
| 63    | Даудебардія коротконога | Daudebardia brevipes   | (Draparnuad, 1805)  | Oxychilidae               | Легеневі (Pulmonata) |            |

### КласДвостулкові(Bivalvia)
| № п/п | Українська назва виду | Біноміальна назва виду   | Автор                | Родина      | Ряд                    | Зображення |
| ----- | --------------------- | ------------------------ | -------------------- | ----------- | ---------------------- | ---------- |
| 64    | Перлівниця товста     | Unio crassus             | Philipsson, 1788     | Unionidae   | Unionoida              |            |
| 65    | Псевданодонта вузька  | Pseudanodonta complanata | (Rossmaessler, 1835) | Unionidae   | Unionoida              |            |
| 66    | Горошинка гарна       | Pisidium pulchellum      | (Jenyns, 1832)       | Sphaeriidae | Венероїдні (Veneroida) |            |

## ТипХордові(Chordata)

### КласРиби(Pisces)
| № п/п | Українська назва виду | Біноміальна назва виду      | Автор            | Родина                | Ряд                           | Зображення |
| ----- | --------------------- | --------------------------- | ---------------- | --------------------- | ----------------------------- | ---------- |
| 67    | Пічкур дністровський  | Romanogobio kesslerii       | (Dybowski, 1862) | Коропові (Cyprinidae) | Коропоподібні (Cypriniformes) |            |
| 68    | Краснопірка звичайна  | Scardinius erythrophthalmus | (Linnaeus, 1758) | Коропові (Cyprinidae) | Коропоподібні (Cypriniformes) |            |
| 69    | Карась золотистий     | Carassius carassius         | (Linnaeus, 1758) | Коропові (Cyprinidae) | Коропоподібні (Cypriniformes) |            |
| 70    | В'юн звичайний        | Misgurnus fossilis          | (Linnaeus, 1758) | В'юнові (Cobitidae)   | Коропоподібні (Cypriniformes) |            |
| 71    | Минь річковий         | Lota lota                   | (Linnaeus, 1758) | Миневі (Lotidae)      | Тріскоподібні (Gadiformes)    |            |

### КласЗемноводні(Ampihbia)
| № п/п | Українська назва виду | Біноміальна назва виду | Автор          | Родина                   | Ряд               | Зображення |
| ----- | --------------------- | ---------------------- | -------------- | ------------------------ | ----------------- | ---------- |
| 72    | Кумка гірська         | Bombina variegata      | Linnaeus, 1758 | Кумкові (Bombinatoridae) | Безхвості (Anura) |            |
| 73    | Ропуха зелена         | Bufo viridis           | Laurenti, 1768 | Ропухові (Bufonidae)     | Безхвості (Anura) |            |
| 74    | Жаба гостроморда      | Rana arvalis           | Nilsson, 1842  | Жаб'ячі (Ranidae)        | Безхвості (Anura) |            |

### КласПлазуни(Reptilia)
| № п/п | Українська назва виду        | Біноміальна назва виду | Автор            | Родина                          | Ряд                   | Зображення |
| ----- | ---------------------------- | ---------------------- | ---------------- | ------------------------------- | --------------------- | ---------- |
| 75    | Болотна черепаха європейська | Emys orbicularis       | (Linnaeus, 1758) | Прісноводні черепахи (Emydidae) | Черепахи (Testudines) |            |

### КласПтахи(Aves)
| № п/п | Українська назва виду    | Біноміальна назва виду | Автор               | Родина                       | Ряд                                | Зображення |
| ----- | ------------------------ | ---------------------- | ------------------- | ---------------------------- | ---------------------------------- | ---------- |
| 76    | Бугай                    | Botaurus stellaris     | (Linnaeus, 1758)    | Чаплеві (Ardeidae)           | Лелекоподібні (Ciconiiformes)      |            |
| 77    | Бугайчик                 | Ixobrychus minutus     | (Linnaeus, 1766)    | Чаплеві (Ardeidae)           | Лелекоподібні (Ciconiiformes)      |            |
| 78    | Квак                     | Nycticorax nycticorax  | (Linnaeus, 1758)    | Чаплеві (Ardeidae)           | Лелекоподібні (Ciconiiformes)      |            |
| 79    | Чапля руда               | Ardea purpurea         | Linnaeus, 1766      | Чаплеві (Ardeidae)           | Лелекоподібні (Ciconiiformes)      |            |
| 80    | Гуска мала               | Anser erythropus       | (Linnaeus, 1758)    | Качкові (Anatidae)           | Гусеподібні (Anseriformes)         |            |
| 81    | Галагаз                  | Tadorna tadorna        | (Linnaeus, 1758)    | Качкові (Anatidae)           | Гусеподібні (Anseriformes)         |            |
| 82    | Нерозень                 | Anas strepera          | Linnaeus, 1758      | Качкові (Anatidae)           | Гусеподібні (Anseriformes)         |            |
| 83    | Широконіска              | Anas clypeata          | Linnaeus, 1758      | Качкові (Anatidae)           | Гусеподібні (Anseriformes)         |            |
| 84    | Шилохвіст                | Anas acuta             | Linnaeus, 1758      | Качкові (Anatidae)           | Гусеподібні (Anseriformes)         |            |
| 85    | Крех малий               | Mergus albellus        | Linnaeus, 1758      | Качкові (Anatidae)           | Гусеподібні (Anseriformes)         |            |
| 86    | Осоїд                    | Pernis apivorus        | (Linnaeus, 1758)    | Яструбові (Accipitridae)     | Соколоподібні (Falconiiformes)     |            |
| 87    | Шуліка чорний            | Milvus migrans         | (Boddaert, 1783)    | Яструбові (Accipitridae)     | Соколоподібні (Falconiiformes)     |            |
| 88    | Лунь лучний              | Circus pygargus        | (Linnaeus, 1758)    | Яструбові (Accipitridae)     | Соколоподібні (Falconiiformes)     |            |
| 89    | Підсоколик великий       | Falco subbuteo         | Linnaeus, 1758      | Соколові (Falconidae)        | Соколоподібні (Falconiiformes)     |            |
| 90    | Підсоколик малий         | Falco columbarius      | Linnaeus, 1758      | Соколові (Falconidae)        | Соколоподібні (Falconiiformes)     |            |
| 91    | Кібчик                   | Falco vespertinus      | Linnaeus, 1766      | Соколові (Falconidae)        | Соколоподібні (Falconiiformes)     |            |
| 92    | Тетерук                  | Lyrurus tetrix         | (Linnaeus, 1758)    | Фазанові (Phasianidae)       | Куроподібні (Galliformes)          |            |
| 93    | Орябок                   | Tetrastes bonasia      | (Linnaeus, 1758)    | Фазанові (Phasianidae)       | Куроподібні (Galliformes)          |            |
| 94    | Деркач                   | Crex crex              | (Linnaeus, 1758)    | Пастушкові (Rallidae)        | Журавлеподібні (Gruiformes)        |            |
| 95    | Пісочник великий         | Charadrius hiaticula   | Linnaeus, 1758      | Сивкові (Charadriidae)       | Сивкоподібні (Charadriiformes)     |            |
| 96    | Коловодник лісовий       | Tringa ochropus        | Linnaeus, 1758      | Баранцеві (Scolopacidae)     | Сивкоподібні (Charadriiformes)     |            |
| 97    | Коловодник великий       | Tringa nebularia       | (Gunnerus, 1767)    | Баранцеві (Scolopacidae)     | Сивкоподібні (Charadriiformes)     |            |
| 98    | Баранець великий         | Gallinago media        | (Latham, 1787)      | Баранцеві (Scolopacidae)     | Сивкоподібні (Charadriiformes)     |            |
| 99    | Грицик великий           | Limosa limosa          | (Linnaeus, 1758)    | Баранцеві (Scolopacidae)     | Сивкоподібні (Charadriiformes)     |            |
| 100   | Крячок чорний            | Chlidonias niger       | (Linnaeus, 1758)    | Мартинові (Laridae)          | Сивкоподібні (Charadriiformes)     |            |
| 101   | Крячок малий             | Sterna albifrons       | Pallas, 1764        | Мартинові (Laridae)          | Сивкоподібні (Charadriiformes)     |            |
| 102   | Голуб-синяк              | Columba oenas          | (Linnaeus, 1758)    | Голубові (Columbidae)        | Голубоподібні (Columbiformes)      |            |
| 103   | Сова болотяна            | Asio flammeus          | (Pontoppidan, 1763) | Совові (Strigidae)           | Совоподібні (Strigiformes)         |            |
| 104   | Совка                    | Otus scops             | (Linnaeus, 1758)    | Совові (Strigidae)           | Совоподібні (Strigiformes)         |            |
| 105   | Дрімлюга                 | Caprimulgus europaeus  | Linnaeus, 1758      | Дрімлюгові (Caprimulgidae)   | Дрімлюгоподібні (Caprimulgiformes) |            |
| 106   | Сиворакша                | Coracias garrulus      | Linnaeus, 1758      | Сиворакшеві (Scolopacidae)   | Сиворакшоподібні (Coraciiformes)   |            |
| 107   | Бджолоїдка звичайна      | Merops apiaster        | Linnaeus, 1758      | Бджолоїдкові (Meropidae)     | Сиворакшеві (Coraciiformes)        |            |
| 108   | Дятел трипалий           | Picoides tridactylus   | (Linnaeus, 1758)    | Дятлові (Picidae)            | Дятлоподібні (Piciformes)          |            |
| 109   | Щеврик польовий          | Anthus campestris      | (Linnaeus, 1758)    | Плискові (Motacillidae)      | Горобцеподібні (Passeriformes)     |            |
| 110   | Сорокопуд чорнолобий     | Lanius minor           | Gmelin, 1788        | Сорокопудові (Laniidae)      | Горобцеподібні (Passeriformes)     |            |
| 111   | Кобилочка-цвіркун        | Locustella naevia      | (Boddaert, 1783)    | Кропив'янкові (Sylviidae)    | Горобцеподібні (Passeriformes)     |            |
| 112   | Кропив'янка рябогруда    | Sylvia nisoria         | (Bechstein, 1795)   | Кропив'янкові (Sylviidae)    | Горобцеподібні (Passeriformes)     |            |
| 113   | Синиця вусата            | Panurus biarmicus      | (Linneaus, 1758)    | Суторові (Paradoxornithidae) | Горобцеподібні (Passeriformes)     |            |
| 114   | Синьошийка               | Luscinia svecica       | (Linnaeus, 1758)    | Мухоловкові (Muscicapidae)   | Горобцеподібні (Passeriformes)     |            |
| 115   | Підкоришник короткопалий | Certhia brachydactyla  | C. L. Brehm, 1820   | Підкоришникові (Certhiidae)  | Горобцеподібні (Passeriformes)     |            |
| 116   | Вівсянка садова          | Emberiza hortulana     | Linnaeus, 1758      | Вівсянкові (Emberizidae)     | Горобцеподібні (Passeriformes)     |            |

### КласСсавці(Mammalia)
| № п/п | Українська назва виду      | Біноміальна назва виду   | Автор                         | Родина                      | Ряд                         | Зображення |
| ----- | -------------------------- | ------------------------ | ----------------------------- | --------------------------- | --------------------------- | ---------- |
| 117   | Білозубка білочерева       | Crocidura leucodon       | (Hermann, 1780)               | Мідицеві (Soricidae)        | Комахоїдні (Insectivora)    |            |
| 118   | Нічниця велика             | Myotis myotis            | (Borkhausen, 1797)            | Лиликові (Vespertilionidae) | Рукокрилі (Chiroptera)      |            |
| 119   | Нічниця вусата             | Myotis mystacinus        | (Kuhl, 1817)                  | Лиликові (Vespertilionidae) | Рукокрилі (Chiroptera)      |            |
| 120   | Нічниця північна (Брандта) | Myotis brandtii          | (Eversmann, 1845)             | Лиликові (Vespertilionidae) | Рукокрилі (Chiroptera)      |            |
| 121   | Вухань звичайний           | Plecotus auritus         | (Linnaeus, 1758)              | Лиликові (Vespertilionidae) | Рукокрилі (Chiroptera)      |            |
| 122   | Вухань австрійський        | Plecotus austriacus      | (J. Fischer, 1829)            | Лиликові (Vespertilionidae) | Рукокрилі (Chiroptera)      |            |
| 123   | Кажан північний            | Eptesicus nilssonii      | (Keyserling et Blasius, 1839) | Лиликові (Vespertilionidae) | Рукокрилі (Chiroptera)      |            |
| 124   | Лилик двоколірний          | Vespertilio murinus      | Linnaeus, 1758                | Лиликові (Vespertilionidae) | Рукокрилі (Chiroptera)      |            |
| 125   | Ховрах крапчастий          | Spermophilus suslicus    | (Gildenstaedt, 1770)          | Вивіркові (Sciuridae)       | Гризуни (Rodentia)          |            |
| 126   | Вовчок сірий               | Glis glis                | (Linnaeus, 1766)              | Вовчкові (Gliridae)         | Гризуни (Rodentia)          |            |
| 127   | Ліскулька                  | Muscardinus avellanarius | (Linnaeus, 1758)              | Вовчкові (Gliridae)         | Гризуни (Rodentia)          |            |
| 128   | Соня лісова                | Dryomys nitedula         | (Pallas, 1778)                | Вовчкові (Gliridae)         | Гризуни (Rodentia)          |            |
| 129   | Мишівка лісова             | Sicista betulina         | (Pallas, 1779)                | Мишівкові (Sicistidae)      | Гризуни (Rodentia)          |            |
| 130   | Лось європейський          | Alces alces              | (Linnaeus, 1758)              | Оленеві (Cervidae)          | Парнокопитні (Artiodactyla) |            |